# Catamita

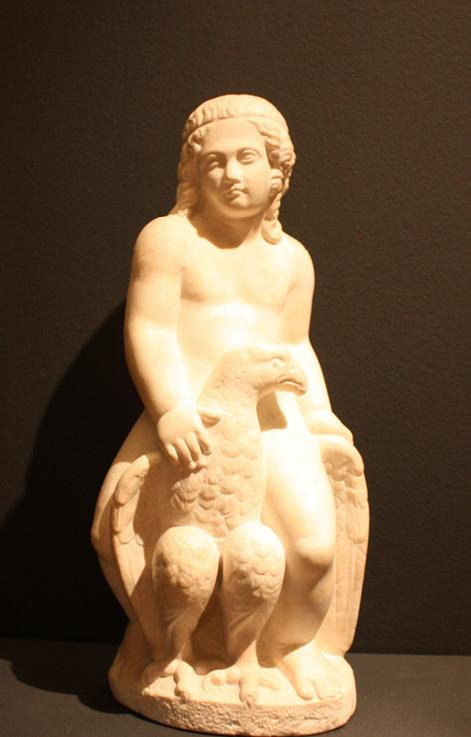
Ganímedes romà com a «puer delicatus», amb Júpiter en forma d'àguila

En el seu ús modern de la paraula, catamita o catamite es refereix a un nen o a un jove que assumeix el paper de parella sexual passiva-receptiva en el coit anal amb un home.
En el seu antic ús, un catamita (en llatí catamitus) era un nen que quan arribava a l'edat de la pubertat es convertia en company íntim d'un home jove, en l'antiga Grècia i l'antiga Roma, generalment dins d'una relació que implicava també pederàstia. També s'emprava la paraula com un insult quan es dirigia contra un adult, com a sinònim d' «homosexual passiu».
Típicament, però, era un terme d'afecte i literalment indica el nom de Ganímedes. De fet, la paraula ve del nom pròpi Catamitus, la forma llatinitzada de Ganímedes, el bell príncep adolescent dels troians segrestat per Zeus, convertit en àguila, per fer-lo la seva parella, així com coper dels déus de l'Olimp.
La forma Catmite de la llengua etrusca derivava d'aquesta forma alternativa del nom de Ganímedes.

## Referències en la literatura

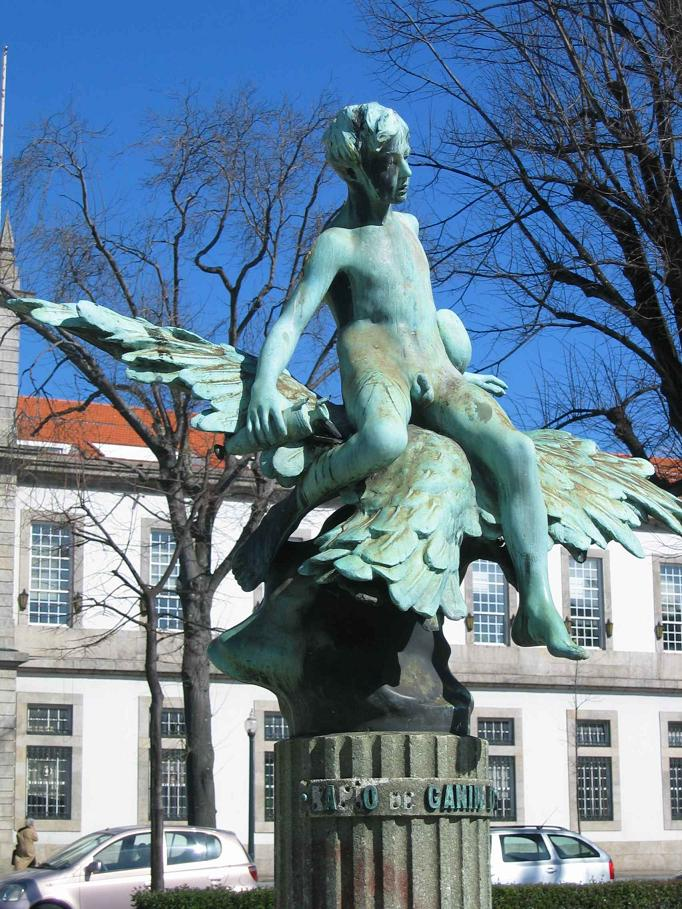
El rapte de Ganímedes, 1910 (Porto)

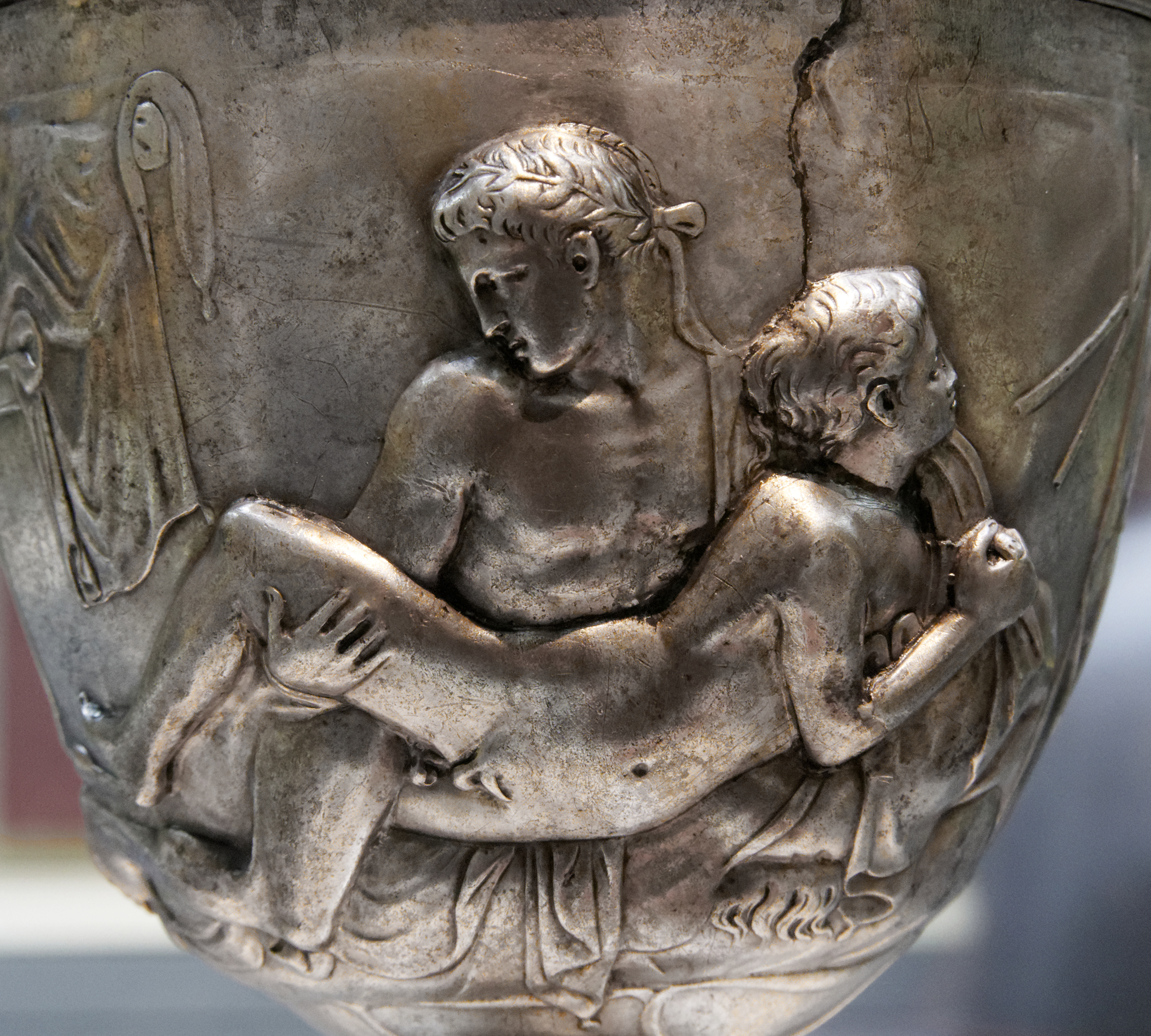
Copa Warren, representant la intimitat sexual entre un erastes (un jove) o un pederasta amb el seu eromenos (el seu estimat nen) o catamita